# Gorděj Kolesov
Gorděj Kolesov (* 18. srpna 2008 Moskva) se stal vítězem talentové show v Číně v roce 2015 v čínské centrální televizi CCTV-1 (ve věku 6 let a 5 měsíců). Je vítězem šachových soutěží, laureátem tvůrčích soutěží, mluví pěti jazyky (rusky, čínsky, španělsky, anglicky, francouzsky), zná 555 čínských idiomů a je zázračným dítětem. Prezident Mezinárodní šachové federace (FIDE) Kirsan Iljumžinov nazval Gorděje Malým Buddhou šachového světa. Gorděj má 3 mladší sestry — Milanu, Agátu a Jesenii.

## Životopis
Gorděj se narodil v Moskvě. Když mu byly dva měsíce, přivezli ho rodiče do Kuang-čou, kde jeho otec Jevgenij Kolesov pracoval jako vedoucí společnosti Optim Consult zabývající se dodávkou zboží a zařízení z Číny, a působící v této zemi více než 15 let. Jméno v angličtině: Gordey Kolesov, ve zjednodušené čínštině: 叶伟国, v pinyin: Yè Wěi Guó — v překladu z čínštiny znamená "E Velká země" nebo "E Velký stát".
Televizní debut Gorděje se uskutečnil v dubnu roku 2014 v pořadu Alexeje Lysenkova Sám sobě režisérem na televizní stanici Rossija 1. Gorděj se stal dvojnásobným vítězem rubriky "Zvládneš to?", prokázal znalosti čínských hieroglyfů a zazpíval, spolu se svou mladší sestrou Milanou, písničku v čínštině.
V září roku 2014 Gorděj nastoupil do externího studia na střední všeobecné škole s pokročilým studiem cizího (anglického) jazyka při Velvyslanectví Ruska v ČLR (v Pekingu). V té době se začalo projevovat i jeho nadšení pro šachy.
V lednu roku 2015 se Gorděj zúčastnil talentové show v Číně v čínské centrální televizi CCTV-1, ve které zvítězil. Čínská média nadšeně psala o tom, jak si Gorděj spolu s jeho otcem udělali legraci ze známé moderátorky paní Čžudanové. Požádali moderátorku o vysvětlení významu čínského idiomu, čímž ji uvedli do rozpaků. Gorděj se tak stal prvním cizincem, který dosáhl takového úspěchu. Videozáznam s ruskými titulky byl zveřejněn ke konci února roku 2015 na YouTube na kanálu Čína s Jevgenijem Kolesovem a během týdne dosáhl více než milion zhlédnutí. Podle názoru některých komentátorů mladý ruský kluk udělal pro čínsko-ruské přátelství více než diplomaté, někteří mu dokonce předpovídají kariéru diplomata. Čínská média psala o obrovské roli otce ve výchově talentů svého syna.
Po svém vítězství v talentové show mladému Kolesovovi nabídli bezplatné studium na soukromé privilegované škole v 15 milionovém velkoměstě Kuang-čou, kde studují děti vyšších úředníků a generálů. Cena ročního studia činí více než 20 tisíc amerických dolarů. Gordějovi rodiče také dostávají od čínských televizních kanálů desítky pozvánek k účasti Gorděje na natáčení.
V únoru roku 2015 během čínsko-ruské tvůrčí a umělecké soutěže pro děti a mládež "Čína — Rusko. Mosty přátelství", která se uskutečnila v rámci Roků čínsko-ruského přátelství a výměny mládeže (v letech 2014–2015), získal Gorděj se svým výkresem stříbrnou medaili. Ve stejném měsíci vyhrál Cenu čtenářských sympatií během první soutěže čínské kaligrafie pevnou propiskou-2014. Do soutěže byl odeslán videozáznam, v němž Gorděj povídá o svých dovednostech v kaligrafii. Svou cenu Gorděj dostal z rukou generálního tajemníka ŠOS Dmitrije Mezenceva, který nadšeně chválil úspěchy mladého talentu (nejmladšího z účastníků soutěže) a vybízel přítomné, aby si vzali Gorděje za vzor. "Během ceremoniálu talentovaný Rus přečetl pro všechny přítomné básně Su Ši (Poznámka editora: čínský básník období Sung) a byl odměněn vřelým potleskem diváků". O úspěchu Gorděje psala také přední čínská tisková agentura Xinhua,.
V dubnu 2015 byli Gorděj a jeho otec Jevgenij pozváni na natáčení speciálního vydání televizního pořadu Nechte je mluvit. Dosud mělo video více než 4 miliony zhlédnutí.
Dne 1. června 2015 byl na internetu zveřejněn videozáznam z galakoncertu talentové show v čínské centrální televizi CCTV-1. Gorděj překvapil porotu i čínské diváky svým výpočtem věku Sun Wukonga, Opičího krále, hrdiny klasického čínského románu XVI. století "Cesta na Západ". Populární čínský televizní moderátor Liu Yiwei po monologu ruského mladíka spadl z pohovky. Již po 3 dnech od zveřejnění videa počet zhlédnutí přesáhl půl milionu. Média Gorděje nazvala zázračným dítětem. Otec Gorděje Kolesova, Jevgenij, v rozhovoru s kanálem НТВ uvedl, že nemá cenu nazývat syna zázračným dítětem, protože podle jeho názoru "je Gorděj milovaným dítětem, je disciplinovaný a učení ho baví". Na videa s Gordějem se mimo jiné dívají i studenti Institutu vojenských překladatelů Ministerstva obrany Ruské federace a budoucí diplomaté z Moskevské státní univerzity mezinárodních vztahů (MGIMO), kteří příznivě oceňují jazykové schopnosti chlapce..
Filmový a divadelní herec, zasloužilý ruský umělec Michail Jefremov během přípravy TOP-5 hlavních zpráv ze dne 4. června pro informační agenturu Národní zpravodajské služby napsal o Gordějovi: "Šestileté zázračné dítě z Ruska Gorděj Kolesov se stal vítězem talentové show vysílané čínskou centrální televizí. Gorděj umí pět jazyků, má první šachovou výkonnostní třídu a je členem reprezentace Ruska v tomto sportu. Gorději, ty jsi naše budoucnost, jsi vzorem pro celou zemi!"
Videa s Gordějem jsou na internetu velice populární. Nejčastěji zobrazovaná jsou: "Šestiletý Gorděj Kolesov v čínské centrální televizi CCTV-1", "Gorděj Kolesov se stal vítězem talentové show v čínské centrální televizi",
"První místo v šachu v Shenzhenu", "Čínská píseň na kytaře od Gorděje Kolesova", "Čína. Šachové cvičení", "V. V. Majakovskij. Nota Číně", "475 čínských idiomů", a dále videa, na kterých spolu se svým otcem recituje básně: "Goj, ty, Rus moja rodnaja" Sergeje Jesenina v čínštině a básnická díla Mao Ce-tunga v čínštině a ruštině.
Gorděj Kolesov je jedním z nejmladších mistrů ve skládání Rubikovy kostky na světě.
Na jaře roku 2015 dva centrální čínské televizní kanály natočily dva dokumentární filmy o Gordějovi a jeho rodině.

## Nadšení pro šachy
Gorděj se začal o šachy zajímat v létě roku 2014 a již v listopadu téhož roku se zúčastnil Mistrovství Kuang-čou v šachu a stal se stříbrným medailistou[nedostupný zdroj].
Od konce ledna 2015 začal pravidelně studovat šachy pod vedením Andreje Obodčuka, který se proto, aby trénoval Gorděje, přestěhoval do Kuang-čou. V období od listopadu roku 2014 do dubna roku 2015 se Gorděj zúčastnil několika kvalifikačních turnajů v šachu. V dubnu roku 2015 se Gorděj stal vítězem kvalifikačního turnaje v šachu v Shenzhenu a splnil požadavky pro první šachovou výkonnostní třídu. Mistrovský pohár Gorděj převzal z rukou čínského velmistra E Ťiang Chuan-jie, trenéra několika čínských mistryň světa, včetně trojnásobné mistryně světa (2010, 2011, 2013) a nejmladší velmistryně Chou I-fan. Na mistrovství světa mezi školáky konaném v Thajsku (Pattaya) od 5. do 15. května 2015 Gorděj vstoupil do první desítky s nejlepším výsledkem mezi mladými Rusy v jeho věkové kategorii.